# Das Badezimmer
Das Badezimmer (französischer Originaltitel: La Salle de bain) ist ein Roman des belgischen Autors Jean-Philippe Toussaint. La Salle de bain erschien zuerst 1985 im Verlag Les Éditions de Minuit. Es existieren zwei Übersetzungen ins Deutsche – die erste stammt von Jürgen Hoch und wurde 1987 im Hanser Verlag veröffentlicht, die zweite stammt von Joachim Unseld und wurde 2004 von der Frankfurter Verlagsanstalt veröffentlicht. La Salle de bain ist Toussaints Debütroman und wurde 1986 mit dem Prix littéraire de la Vocation ausgezeichnet. 

## Aufbau
Wie fast alle späteren Werke Toussaints so hat auch bereits dieser Debütroman einen klar gegliederten Aufbau. Vorangestellt ist dem Roman der Satz des Pythagoras: „Im rechtwinkligen Dreieck ist das Hypotenusenquadrat gleich der Summe der Kathetenquadrate.“ Der Roman besteht aus drei Kapiteln – benannt: „PARIS“, „DIE HYPOTENUSE“ und wiederum „PARIS“ –, in denen die Absätze – es sind 40, 80 und 50 – jeweils durchnummeriert sind.

## Handlung
PARIS. Ein namenlos bleibender Erzähler, von dem der Leser aber immerhin erfährt, dass er „im Alter von siebenundzwanzig, bald neunundzwanzig Jahren“ ist, lebt mit seiner Freundin Edmondsson – „Edmondsson (mon amour)“, nennt er sie – in einer neuen Wohnung. Gleich im ersten Satz seiner Erzählung teilt er mit, dass er „begann, seine Nachmittage im Badezimmer zu verbringen.“ Das Badezimmer wird er wenig später wieder verlassen, die Wohnung aber im ganzen ersten Kapitel nicht. Er berichtet von Alltäglichkeiten: Von den polnischen Malern Kabrowinski und Kovalskazinski, die Edmondsson beauftragt hatte, die Küche neu zu streichen, die aber die meiste Zeit damit zubringen, als Geschenk mitgebrachte Tintenfische für den Verzehr zu bearbeiten; von einer Einladung zu einem Empfang in der österreichischen Botschaft, obwohl er doch „weder Österreicher noch Diplomaten“ kennt; vom Besuch bei den Vormietern am Abend vor dem eigenen Einzug in die Wohnung und vom Besuch eines Paares zur Feier des Einzugs. Abrupt endet das erste Kapitel.
Und das zweite Kapitel – DIE HYPOTENUSE – beginnt mit dem Satz: „Ich war überstürzt aufgebrochen.“ Zunächst kann der Leser nur mutmaßen, wohin der Erzähler aufgebrochen ist, ehe dann der Name der Stadt fällt: Venedig. Auch dort verlässt er das Hotel, von ein paar Einkäufen abgesehen, nur selten. Die meiste Zeit verbringt er beim Darts-Spiel in seinem Zimmer. Nach einigen Telefongesprächen miteinander kommt auch Edmondsson nach Venedig. Anfangs scheint alles harmonisch zwischen ihnen zu verlaufen, der Erzähler hat sogar ein Geschenk für sie dabei. Aber in den nächsten Tagen entsteht die gleiche Situation wie in Paris – Edmondsson möchte hinaus, die Stadt erkunden, Museen und Kirchen besuchen; der Erzähler bleibt lieber im Hotel und widmet sich dem Darts-Spiel. Als er sich zu sehr von ihr bedrängt fühlt, verliert er die Kontrolle über sich: „Mit aller Kraft warf ich einen Pfeil in ihre Richtung, der in ihrer Stirn steckenblieb. Sie sank zu Boden.“ Edmondsson wird in eine Klinik transportiert. Der Erzähler begleitet sie und wartet dort, bis die Behandlung beendet ist. Endlich steht sie wieder vor ihm, und er kann dies Kapitel schließen: „Wir küssten uns auf dem weißen Flur.“
PARIS. Nachdem Edmondsson, allein, Venedig verlassen hat, bleibt der Erzähler erst einmal wieder im Hotel. Ihn plagt eine Nebenhöhlenvereiterung, und vorsorglich lässt er sich in ein Krankenhaus einweisen. Allzu schlimm scheint es allerdings nicht zu sein, denn schon nach wenigen Tagen kann er der Einladung seines Arztes folgen – dessen „Frau und er [der Arzt] würden sich glücklich schätzen, wenn sie [ihn, den Erzähler] zum Abendessen empfangen dürften.“ Auf diese erste Einladung und nachdem man das Essen genossen hat – „Die Nieren, mit Whisky flambiert, schmeckten ausgezeichnet.“ –, folgt sogleich die zweite: „Tennis spielen Sie doch, oder […] wenn Sie wollen … morgen … im Tennisclub.“ Also findet man sich am nächsten Tag in diesem Tennisclub ein. Eine Weile schaut der Erzähler sich die dortigen Gepflogenheiten an, aber irgendwann wird es ihm zu viel. Er flüchtet in eine Toilette, betrachtet sein Gesicht im Spiegel und stellt sich „eine einfache Frage: Was mache ich hier?“ Nicht viel später steht seine Entscheidung fest: „Ich beschloss nach Paris zurückzukehren.“
Kaum wieder in Paris zurück, sucht der Erzähler erneut die Abgeschiedenheit und verlässt die Wohnung nicht mehr. Mit zum Teil identischen Formulierungen teilt er – wie in den ersten Sätzen des Buches – mit, dass er „begann [s]eine Nachmittage im Badezimmer zu verbringen“; wie im ersten Kapitel wird einmal unvermittelt seine Ruhe gestört, als Edmondsson ins Badezimmer tritt, „eine Pirouette vollführt“ und ihm zwei Briefe hinhält – „einer kam von der österreichischen Botschaft“; schließlich endet das Buch mit demselben Satz, der auch schon im ersten Kapitel zu lesen war: „Am folgenden Tag verließ ich das Badezimmer.“

## Referenzen
- Philosophie: „Am nächsten Tag blieb ich im Hotel, las die Pensées von Pascal (auf Englisch leider, in einer Taschenbuchausgabe, die auf einem Tisch in der Hotelbar herumlag).“ Ein paar Absätze später zitiert der Erzähler dann – auf Englisch – aus den Pensées, allerdings nicht den Satz, der diesem Zitat unmittelbar vorangeht. Der Pascal-Satz, der vielen Rezensenten zu Toussaints Buch einfiel und der auch auf der Cover-Rückseite der Ausgabe der Frankfurter Verlagsanstalt abgedruckt ist, lautet: „Das ganze Unglück der Menschen rührt allein daher, dass sie nicht ruhig in einem Zimmer zu bleiben vermögen.“
- Malerei: „Was mir an der Malerei von Mondrian gefällt, ist ihre Bewegungslosigkeit. Kein anderer Maler kommt der Bewegungslosigkeit so nahe.“
- Literatur: Der Name des österreichischen Botschafters ist „Eigenschaften“ (und trägt dieses Wort als seinen Namen auch in der französischen Originalausgabe). Der Übersetzer Joachim Unseld sieht darin „einen Wink mit dem Zaunpfahl“ auf „die mit Abstand wichtigste Referenz […] Robert Musils Mann ohne Eigenschaften.“[2]:

## Rezeption
Für die Beschreibung der Reaktion der französischen Feuilletons auf die Erstveröffentlichung von La Salle de bain im Jahr 1985 wurde rückwirkend zu sehr großen Worten gegriffen: „Die französische und später auch die internationale Kritik [standen] Kopf“, schrieb Joachim Unseld 2004 im Nachwort zu seiner Neu-Übersetzung des Romans. Und in der Rezension von Niklas Maak in der Frankfurter Allgemeinen Sonntagszeitung aus 2005 hieß es: „Genau vor zwanzig Jahren erschien sein erster Roman Das Badezimmer und löste eine wahre Hysterie unter den Rezensenten aus. Der 1957 in Brüssel geborene Toussaint wurde als Begründer einer neuen Literaturbewegung, des ‚Nouveau nouveau Roman‘, gefeiert, sein lakonischer, ebenso eiskalter wie humorvoller Ton gerühmt.“
Zwei Beispiele für die Reaktion in der französischen Presse des Jahres 1985:

« Une découverte pour la rentrée: La Salle de bain, premier roman d’un inconnu qui ne le restera certainement pas longtemps: Jean-Philippe Toussaint. […] Ce livre témoigne d’un talent d’écrivain réellement original rare en ces temps de retour à la tradition. »

„Eine Entdeckung der Rentrée: La Salle de bain, der erste Roman eines Unbekannten, der es sicher nicht lange bleiben wird: Jean-Philippe Toussaint. […] Dieses Buch zeugt von dem wirklich originellen Talent eines Schriftstellers, das so selten geworden ist in diesen Zeiten der Rückkehr zur Tradition.“

« Un chef-d’œuvre d’arrogance blessée. […] L’auteur […] y déploie une maîtrise de la férocité qui ne pâlit guère devant les grands classiques du genre (mais je ne les citerai pas, son personnage est déjà bien assez vaniteux comme ça). »

„Ein Meisterwerk von verletzter Arroganz. […] Der Autor […] beweist in seiner Kühnheit eine Meisterschaft, die auch im Vergleich mit den großen Klassikern des Genres kaum verblasst (aber ich werde sie nicht preisgeben, sein Protagonist ist ohnehin schon eitel genug).“

Einige Jahre später benutzte die Zeitschrift Le Point die Überschrift Le nouveau « nouveau roman » zur Charakterisierung der Generation frankophoner Autoren, die Mitte der 1980er Jahre ihre Debüts vorgelegt hatten. In ihrem Artikel heißt es:

« Ils n’ont pas de théorie ni de mot d’ordre; mais ils ont on porte-drapeau, un écrivain emblématique: c’est Jean-Philippe Toussaint. […] Surgi en septembre 1985, Toussaint est devenu célèbre par un mince récit: La Salle de bain. […] Une certitude, le ton était d’une originalité absolue: la rencontre de Buster Keaton dans un décor de film de Roman Polanski. »

„Sie haben keine Theorie und keinen gemeinsamen Slogan; aber sie haben einen Fahnenträger, einen Autoren, der symbolhaft [für ihre Generation] ist: es ist Jean-Philippe Toussaint. […] Toussaint wurde berühmt durch eine winzige Erzählung, erschienen im September 1985: La Salle de bain. […] Eines ist sicher, sein Ton hatte eine absolute Originalität: die Begegnung mit Buster Keaton im Dekor eines Films von Roman Polanski.“

La Salle de bain wurde inzwischen in mehr als zwanzig Sprachen übersetzt. Den größten kommerziellen Erfolg konnte der Roman in Japan verzeichnen, wo er in der japanischen Übersetzung im Jahr 1991 erschien und wo von dem Buch mehr als 120.000 Exemplare verkauft wurden.

### Deutung des Romanendes
Einige Rezensenten haben versucht, das seltsame Ende des Romans zu deuten, in dem Geschehen aus dem ersten Kapitel in teilweise identischen Formulierungen erneut beschrieben wird. Wiederholen sich die Ereignisse des Anfangs, geschehen also ein zweites Mal? Oder ist es dasselbe Geschehen, das lediglich ein zweites Mal beschrieben wird? Wenn man dieser zweiten Deutung folgt, dann ist eine andere sequentielle Folge des gesamten Ablaufs denkbar:

„Zudem ist das Dreieck verschiebbar, denn Toussaint hat die Interpretation eines Freundes bestätigt, dass man nämlich die Lektüre des Romans auch mit dem zweiten Teil beginnen könnte, so dass sich die Abfolge Hypotenuse – Paris (2. Teil) – Paris (1. Teil) ergäbe.“

## Ausgaben
- Französische Originalausgabe: La Salle de bain. Les Éditions de Minuit, Paris 1985, ISBN 978-2-7073-1028-6.
- Französische Taschenbuchausgabe: La Salle de bain. Les Éditions de Minuit, Paris 2005, ISBN 978-2-7073-1928-9.
- Erste Übersetzung ins Deutsche: Das Badezimmer. Aus dem Französischen übersetzt von Jürgen Hoch. Hanser Verlag, München 1987, ISBN 978-3-446-14626-6.
- Zweite Übersetzung ins Deutsche: Das Badezimmer. Aus dem Französischen übersetzt und mit einem Nachwort von Joachim Unseld. Frankfurter Verlagsanstalt, Frankfurt am Main 2004/2020, ISBN 978-3-627-00281-7.

## Verfilmung
- John Lvoff: La Salle de bain (1989).[6]